# هت‌تریک (بازی)
هت‌تریک (به سوئدی: Hattrick) یک بازی آنلاین، تحت وب مربیگری فوتبال می‌باشد.این بازی در سوئد ایجاد و گسترش یافته‌است.این بازی هم‌اکنون در ۱۲۸ کشور دنیا با هرم لیگی خودشان برگزار می‌شود و همچنین ۵۳ نسخه به زبان‌های مختلف از آن وجود دارد. از آوریل ۲۰۰۹ این بازی ۹۵۰ هزار کاربر داشته‌است که هر کدام دارای تیم خود می‌باشند. هت‌تریک از ۳۰ اکتبر ۱۹۹۷ شروع به کار کرده‌است.
بازی رایگان است اما یک سرویس حمایت مالی که امکانات خاصی را در اختیار کاربر می‌گذارد و یک سرویس موبایل در آن موجود است که در صورت تمایل کاربران هر دو را می‌توانند خریداری کنند. کاربر در مقام مدیر تیم باید روش بازی و همچنین چیدمان بازیکنان در هر بازی را انتخاب کند. این بازی همواره در حال توسعه‌است و سازندگان بازی آن را توسعه می‌دهند. این ویرایش‌ها و توسعه‌ها همواره در فروم و انجمن همگانی به بحث و گفتگو گذاشته می‌شود.

## مبنای بازی
مبنای بازی بر مدیریت تیم و توسعه آن چه خواه از طریق خرید و فروش بازیکن و چیدمان آن‌ها در زمین یا توسعه ورزشگاه است.کاربران کنترل بسیار وسیعی بر روی تیمشان دارند و فقط بازی با اقتصاد و تاکتیک محدود شده‌است.تیم‌های متنوعی در این بازی وجود دارند که توسط کاربران مختلف شکل داده شده‌اند.

## هرم لیگی
هر کشور هرم لیگی مخصوص به خود را دارد که شامل یک لیگ برتر و چندین لیگ دو، سه، چهار و پایین‌تر است.وقتی تیمی به علل مختلف مانند ورشکستگی یا غیرفعال شدن کاربر یا تقلب از صاحبش گرفته شد زمانی که به یکی از دو پایین‌ترین دسته‌ها سقوط کند به شخص دیگری واگذار می‌شود.در هر لیگ چه بالاترین لیگ یعنی لیگ برتر و چه پایین‌ترین آن ۸ تیم حضور دارند.در همه لیگ‌ها بجز پایین‌ترین لیگ تیم‌های ۷ و ۸ مستقیماً به دسته پایین‌تر سقوط می‌کنند و از لیگ دسته دوم تا دسته پنجم تیم ۶ و ۵ نیز به بازی پلی‌آف با تیمهای قهرمان با امتیاز کمتر در دسته پایین‌تر می‌روند. تیم اول در لیگ برتر قهرمان ملی می‌شود و به لیگ قهرمانان جهانی راه پیدا می‌کند و در سایر لیگ‌ها شامل لیگ دسته دو تا شش تیم قهرمانان با بیشترین امتیاز مستقیماً به دسته بالاتر راه پیدا می‌کند و تیمهای اول دیگر دسته‌ها نیز با امتیاز کمتر از سایر تیم‌های اول به دیدار پلی‌آف با تیم‌های ۵ و ۶ گروه بالاتر می‌روند.تیم‌های قهرمان هر گروه چه به دسته بالاتر راه پیدا کنند چه نکنند و تیمهای دوم تا چهارم مبلغی را به عنوان جایزه متانسب با گروهی که در آن حضور دارند دریافت می‌کنند.این مبلغ به صورت مجازی و فقط در خود سایت قابل استفاده است.
| توزیع قاره‌ای تیم‌های هت‌تریک          |       |               |         |
| قاره                                | لیگ‌ها | تعداد کاربران | ٪ کاربر |
| اروپا                               | ۴۷    | ۴۰۰۳۸۴        | ۸۲٫۲٪   |
| آمریکای جنوبی                       | ۱۱    | ۴۳۴۰۳         | ۸٫۹٪    |
| آسیا                                | ۳۸    | ۲۵۲۸۳         | ۵٫۲٪    |
| آمریکای شمالی و مرکزی               | ۱۴    | ۱۱۶۱۸         | ۲٫۴٪    |
| آفریقا                              | ۱۷    | ۴۲۶۲          | ۰٫۹٪    |
| اقیانوسیه                           | ۱     | ۲۰۶۳          | ۰٫۴٪    |
| مجموع                               | ۱۲۸   | ۴۸۷۰۱۳        | ۱۰۰٪    |
| داده‌ها تا ۱۵ نوامبر ۲۰۱۳ صحیح هستند |       |               |         |

## توزیع جغرافیایی
داده‌ها نشانگر آن است که بزرگترین بازار هت‌تریک در اروپا است که بسیار بزرگتر از قاره‌هایی مثل آمریکای جنوبی و آسیا که در رده دوم و سوم قرار دارند، است. در ایران بیش از پنج هزار نفر جذب این بازی شده‌اند.

## بازی‌های بین‌المللی
| قهرمانان جام جهانی هت تریک |            |             |                   |
| دوره                       | قهرمان جام | نایب قهرمان | کشور میزبان       |
| I                          | سوئد       | انگلستان    | ژاپن و کره جنوبی  |
| II                         | سوئد       | لهستان      | آرژانتین          |
| III                        | سوئد       | کانادا      | هلند              |
| IV                         | نروژ       | سوئد        | آمریکا            |
| V                          | سوئد       | انگلستان    | اسپانیا           |
| VI                         | سوئد       | اسکاتلند    | برزیل             |
| VII                        | سوئد       | اسپانیا     | چین               |
| VIII                       | آلمان      | رومانی      | آلمان             |
| IX                         | استونی     | جمهوری چک   | روسیه             |
| X                          | پرتغال     | ترکیه       | پرتغال            |
| XI                         | جمهوری چک  | اکراین      | بلژیک             |
| XII                        | روسیه      | یونان       | کلمبیا            |
| XIII                       | آلمان      | دانمارک     | یونان             |
| XIV                        | یونان      | بلژیک       | تایلند            |
| XV                         | نروژ       | بولیوی      | آفریقای جنوبی     |
| XVI                        | دانمارک    | سوئد        | هند               |
| XVII                       | شیلی       | سوییس       | ترینیداد و توباگو |
| XVIII                      | لهستان     | اسلوونی     | اسرائیل           |
| XIX                        | بلغارستان  | مجارستان    | مونته نگرو        |

| قهرمانان جام جهانی زیر ۲۰ سال |            |             |                 |
| دوره                          | قهرمان جام | نایب قهرمان | کشور میزبان     |
| I                             | سوئد       | استرالیا    | آلمان           |
| II                            | سوئد       | انگلستان    | استرالیا        |
| III                           | رومانی     | لهستان      | رومانی          |
| IV                            | نروژ       | اسپانیا     | مصر             |
| V                             | رومانی     | هلند        | شیلی            |
| VI                            | استونی     | اسپانیا     | ایتالیا         |
| VII                           | نروژ       | اتریش       | مکزیک           |
| VIII                          | سوئد       | استونی      | اسرائیل         |
| IX                            | آلمان      | مکزیک       | مالزی           |
| X                             | استونی     | لهستان      | پرو             |
| XI                            | رومانی     | اسپانیا     | فنلاند          |
| XII                           | ایتالیا    | فرانسه      | کنیا            |
| XIII                          | آلمان      | ایتالیا     | کانادا          |
| XIV                           | آلمان      | مجارستان    | ایران           |
| XV                            | بلژیک      | اسپانیا     | بوسنی و هرزگوین |
| XVI                           | ایتالیا    | نروژ        | لهستان          |
| XVII                          | آلمان      | لهستان      | پاناما          |
| XVIII                         | هلند       | بلژیک       | فنلاند          |
| XIX                           | فنلاند     | سوییس       | نروژ            |

مانند دنیای واقعی در هت‌تریک نیز هر کشور یک تیم ملی بزرگسالان و یک تیم ملی زیر ۲۰ سال دارد.جام جهانی دو فصل یکبار با انجام بازی‌های مقدماتی شروع می‌شود و ۳۲ تیم به مرحله نهایی جام راه پیدا می‌کنند که در ۸ گروه ۴ تیمی به رقابت با یکدیگر می‌پردازند. دو تیم از هر گروه صعود کرده و دو تیم به مرحله فینال راه پیدا می‌کنند. جام جهانی نوجوانان نیز یک فصل بعد از بزرگسالان به همین صورت برگزار می‌شود. مربی تیم ملی بعد از فینال جام جهانی توسط کاربران هر کشور در انتخابات تعیین می‌شود. مربی تیم باید ۲۶ بازیکن را از میان بازیکنان همان کشور انتخاب کند.
داشتن بازیکن در تیم ملی علاوه بر اینکه یک افتخار بزرگ محسوب می‌شود باعث تخفیف در دستمزد آن بازیکن هم می‌گردد.

### لیگ قهرمانان هت‌تریک
این لیگ رقابتی بین قهرمان لیگ و جام حذفی کشورهای هت تریک است. این لیگ از فصل 28 در هتتریک راه اندازی شد.
| برندگان لیگ قهرمانان هت‌تریک |                     |
| فصل                         | قهرمان              |
| 28                          | FC Barentin         |
| 29                          | The Insane          |
| 30                          | Alberto Garcia      |
| 31                          | Hapoel Nahariya     |
| 32                          | AC Ziky team        |
| 33                          | beltxis             |
| 34                          | Romasz              |
| 35                          | Zeta                |
| 36                          | Super_Stars         |
| 37                          | beltxis             |
| 38                          | Hackers United      |
| 39                          | Erdo                |
| 40                          | Craiova Champions   |
| 41                          | FC Holcim           |
| 42                          | Orda Balorda Urbino |
| 43                          | Craiova Champions   |
| 44                          | FC Wiehlmys         |
| 45                          | FC Canniballz       |
| 46                          | Drakonians CF       |
| 47                          | bellamy_bff         |
| 48                          | DEOPS               |
| 49                          | Big Battle Axe      |
| 50                          | Mishima Zaibatsu    |
| 51                          | Oppostafazione      |
| 52                          | Cito Palyo          |
| 53                          | WANDER´S F.C.       |

## جایزه
هت‌تریک تا کنون سه بار به عنوان بازی آنلاین چندنفره در قسمت بازی‌های این ماه انتخاب شده‌است و جایزه دریافت کرده‌است. این امر در سه زمان جداگانه:اکتبر ۲۰۰۲، آوریل ۲۰۰۶ و نوامبر ۲۰۰۶ اتفاق افتاده است.